# Долар
Вижте пояснителната страница за други значения на Долар.
Долар се нарича паричната единица на редица държави.
Най-известна е паричната единица на Съединените американски щати, наричана на български щатски долар или американски долар, смятана за една от основните в света резервни валути.
Думата произлиза от името на бившата парична единица талер, използвана в Северна Европа, както и днешният толар на Словения.
Долар е името и на други парични единици:
- австралийски долар, парична единица на Австралия
- барбадоски долар, парична единица на Барбадос
- бахамски долар, парична единица на Бахамите
- белизийски долар, парична единица на Белиз
- бермудски долар, парична единица на Бермуда
- брунейски долар, парична единица на Бруней
- гаянски долар, парична единица на Гаяна
- зимбабвийски долар, парична единица на Зимбабве
- канадски долар, парична единица на Канада
- либерийски долар, парична единица на Либерия
- намибийски долар, парична единица на Намибия
- новозеландски долар, парична единица на Нова Зеландия
- сингапурски долар, парична единица на Сингапур
- соломоновски долар, парична единица на Соломоновите острови
- суринамски долар, парична единица на Суринам
- Тринидадски и тобагски долар, парична единица на Тринидад и Тобаго
- фиджийски долар, парична единица на Фиджи
- хонконгски долар, парична единица на Хонконг
- ямайски долар, парична единица на Ямайка

Използва се също разчетната парична единица международен долар.